# Dazincourt
Dazincourt, pseudonimo di Joseph-Jean-Baptiste Albouy (Marsiglia, 11 dicembre 1747 – Parigi, 28 marzo 1809), è stato un attore teatrale francese.

## Biografia
Studiò con gli  oratoriani e poi entrò al servizio del  Marshal Richelieu nel 1766 ed ebbe il gusto di recitare in commedie di buone maniere. Decise pertanto di intraprendere questa professione, e lasciò Parigi in segreto per recarsi a Bruxelles per studiare con D'Hannetaire, allora al culmine della sua reputazione.
Dopo aver recitato al Théâtre de la Monnaie dal 1771 al 1776, Dazincourt fece ritorno a Parigi e debuttò alla Comédie-Française, il 21 novembre 1776, nel ruolo di Crispin in Les Folies amoureuses di Jean-François Regnard. Divenne socio del teatro nel 1778 e vi rimase fino alla sua morte.
Nel dicembre 1776, il Mercure de France commentò, dopo il suo debutto: 
Durante la notte del 2 settembre 1793, lui e altri 12 attori della Comédie-Française furono arrestati e imprigionati nel Convento delle Madelonnettes per aver recitato nella commedia presumibilmente sediziosa Pamela.
Il suo ruolo di maggior successo fu quello di Figaro ne Le nozze di Figaro di Beaumarchais. Le sue memorie venne supplicate da Henri-Alexis Cahaisse lo stesso anno della sua morte.